# Połód (Żuków)
Połód – kolonia wsi Żuków w Polsce, w województwie lubelskim, w powiecie włodawskim, w gminie Włodawa.
W latach 1975–1998 miejscowość administracyjnie należała do województwa chełmskiego.